# Pompej Trog
Pompej Trog (lat. Pompeius Trogus), (1. stoljeće pr. Kr. - 1. stoljeće), bio je rimski povjesničar i znanstvenik.
Podrijetlom Gal. Autor je "Filipove povijesti" (Historiae Philippicae, 44 knjige). To je bila prva opća povijest na latinskom; naslov je dobila po opširnom opisu povijesti antičke makedonske države.
Prvih 6 knjiga iznosilo je povijest velikih istočnih carstava; knj. 7--42 pripovijedale su povijest naroda istočnoga Sredozemlja i Parta; posljednje dvije knjige bile su o rimskoj povijesti od razdoblja mitskih kraljeva do Augustova osvajanja Hispanije (19. pr. Kr.).
Djelo je očuvano samo u fragmentima te u Justinovu sažetku.
Pompej Trog navodi se i kao autor prirodoslovnih djela "O životinjama" (De animalibus) i "O biljkama" (De plantis).